# Monts du Lyonnais
Die Monts du Lyonnais sind eine Hügellandschaft, die zum Vorgebirge des Zentralmassivs gehören. Sie liegen in den Départements Loire und Rhône, westlich der Metropole Lyon. Es ist eine der wenigen Gegenden, in denen noch Frankoprovenzalisch gesprochen wird.

## Geografie

### Begrenzung
Die Monts du Lyonnais werden oft mit den Monts de Tarare verwechselt, dessen dominanter Berg der Mont Boussuivre mit einer Höhe von 1004 m ist, auf dem der Turm Matagrin über dem Ort Violay steht. Die Monts de Lyonnais und Tarare sind zwei geografische Einheiten, die zwar durch das Tal der Brévenne getrennt sind aber als Montagne du Matin bezeichnet werden.
Die Landschaft liegt in zwei Départements (Loire und Rhône) westlich der Métropole de Lyon und dominiert im Westen das Tal der Bévenne und die Ebene von Forez und im Osten die Flusstäler der Gier und der Rhone. Das Vorgebirge der Monts du Lyonnais bildet eine natürliche Grenze zu den beiden großen Siedlungsschwerpunkten der Rhône-Alpes mit Lyon im Nordosten und Saint-Étienne im Südwesten.
Von den Gipfeln der Monts du Lyonnais und auf den Höhenzügen von Saint-Christo-en-Jarez nach Sainte-Catherine bietet sich ein Panoramablick auf die Alpenkette an.

### Topografie

#### Geomorphologie
Die Monts du Lyonnais gehören zum östlichen Rand des Massif central; die aktuellen Landschaften sind das Ergebnis einer komplexen geologischen Geschichte und der menschlichen Bewirtschaftung.

#### Markante Höhen
Trotz seiner insgesamt abgerundeten und massiven Erscheinung ist der Gipfel des Crêt Malherbe  oberhalb der Gemeinde Marcenod mit 946 m der beherrschende Berg, gefolgt vom Signal de Saint-André mit 934 m, erkennbar an seinem Antennenmast und dem markanten Profil auf einer hervorgehobene Position des Lyonnais auf der östlichen Gebirgsfront, die vom Dorf Saint-André-la-Côte beherrscht wird.
Gegenüber der Silhouette der Crêt Malherbe erhebt sich der Crêt Reynaud mit 919 m, an dessen Basis die Coise an der Quelle But d’Arpin entspringt.
Um den Crêt Malherbe gruppieren sich folgende markante Gipfel:
| Name               | Höhe  | Ort in der Nähe   |
| ------------------ | ----- | ----------------- |
| Roche Loup         | 902 m |                   |
| Croix des Séchères | 924 m |                   |
| Loives             | 936 m |                   |
| Mernon             | 884 m |                   |
| Cipière            | 914 m |                   |
| Crêt               | 888 m |                   |
| o. N.              | 905 m | les Ignareux      |
| o. N.              | 898 m | les Ignareux      |
| Grand-Champs       | 909 m | Saint-Apollinaire |
| o. N.              | 890 m | Charbonnière      |
| Fayard             | 892 m | Charbonnière      |
| Petit Châtelard    | 831 m | Sainte-Catherine  |
| Grand Châtelard    | 855 m | Sainte-Catherine  |
| Monsu              | 836 m | Sainte-Catherine  |
| Grippe Loup        | 870 m | Sainte-Catherine  |
| Grand Molard       | 865 m |                   |

Um Saint-André-la-Côte findet man die kleinen Brüder des Gipfels von Saint-André:
| Name           | Höhe  | Ort in der Nähe     |
| -------------- | ----- | ------------------- |
| Grand Mont     | 880 m | Saint-André-la-Côte |
| Crêt Pelossier | 920 m | Saint-André-la-Côte |
| Châtel         | 912 m | Saint-André-la-Côte |
| Rampeau        | 869 m | Saint-André-la-Côte |
| Crêt des Fayes | 876 m | Duerne              |
| Courtine       | 833 m | Duerne              |
| Chèvre Blanc   | 898 m | Duerne              |
| Chalayes       | 853 m | Duerne              |
| Jayoud         | 885 m | Duerne              |

In der Nähe von Aveize über dem Tal der Brévenne erheben sich Pin Berthier mit 832 m und Croix Trouilloux mit 828 m.
Zwischen Saint-Martin-en-Haut und Yzeron stehen:
| Name                | Höhe  |
| ------------------- | ----- |
| Poipe               | 835 m |
| Lienne              | 903 m |
| Brosses             | 894 m |
| Crêt de Py Froid    | 849 m |
| Bois de la Verrière | 918 m |
| Crêt de la Madone   | 861 m |

Hinter Yzeron erheben sich folgende Gipfel:
| Name           | Höhe  | Ort in der Nähe         |
| -------------- | ----- | ----------------------- |
| Saint Clair    | 901 m |                         |
| Barmont        | 890 m |                         |
| Châtelard      | 888 m |                         |
| Crêt Chevreau  | 876 m |                         |
| Crêt d’Arjoux  | 815 m | Saint-Julien-sur-Bibost |
| Mont Popey     | 607 m | Saint-Julien-sur-Bibost |
| Crêt Pélérat   | 857 m | Saint-Julien-sur-Bibost |
| les Flachisses | 860 m | Saint-Julien-sur-Bibost |
| Armont         | 848 m | Saint-Julien-sur-Bibost |

Oberhalb der Gemeinden Thurins, Yzeron und Messimy dehnt sich die Hochebene (610 m) Saint-Romain aus.

#### Haupttäler
Das Gebiet Monts Lyonnais ist von zahlreichen Tälern durchschnitten, in den Bäche fließen, die zu Gebirgsbächen werden können. Hier die wichtigsten unter ihnen:
- die Brévenne
- der Garon
- die Yzeron
- die Coise.

### Hydrologie
Die Monts du Lyonnais liegen auf der Wasserscheide zwischen dem Einzugsgebiet des Atlantischen Ozeans und dem Mittelmeer. Diese Linie durchzieht die Monts du Lyonnais kurvenreich von Villechenève, Saint-Clément-les-Places, Viricelles, Aveize, Duerne, Saint-Martin-en-Haut, Sainte-Catherine, le col de la Gachet nach Sorbiers. Von hier fließen die Gewässer entweder in die Loire oder die Rhône.

## Wirtschaft

### Landwirtschaft

#### Zuchtbetriebe
Traditionelle Zucht:

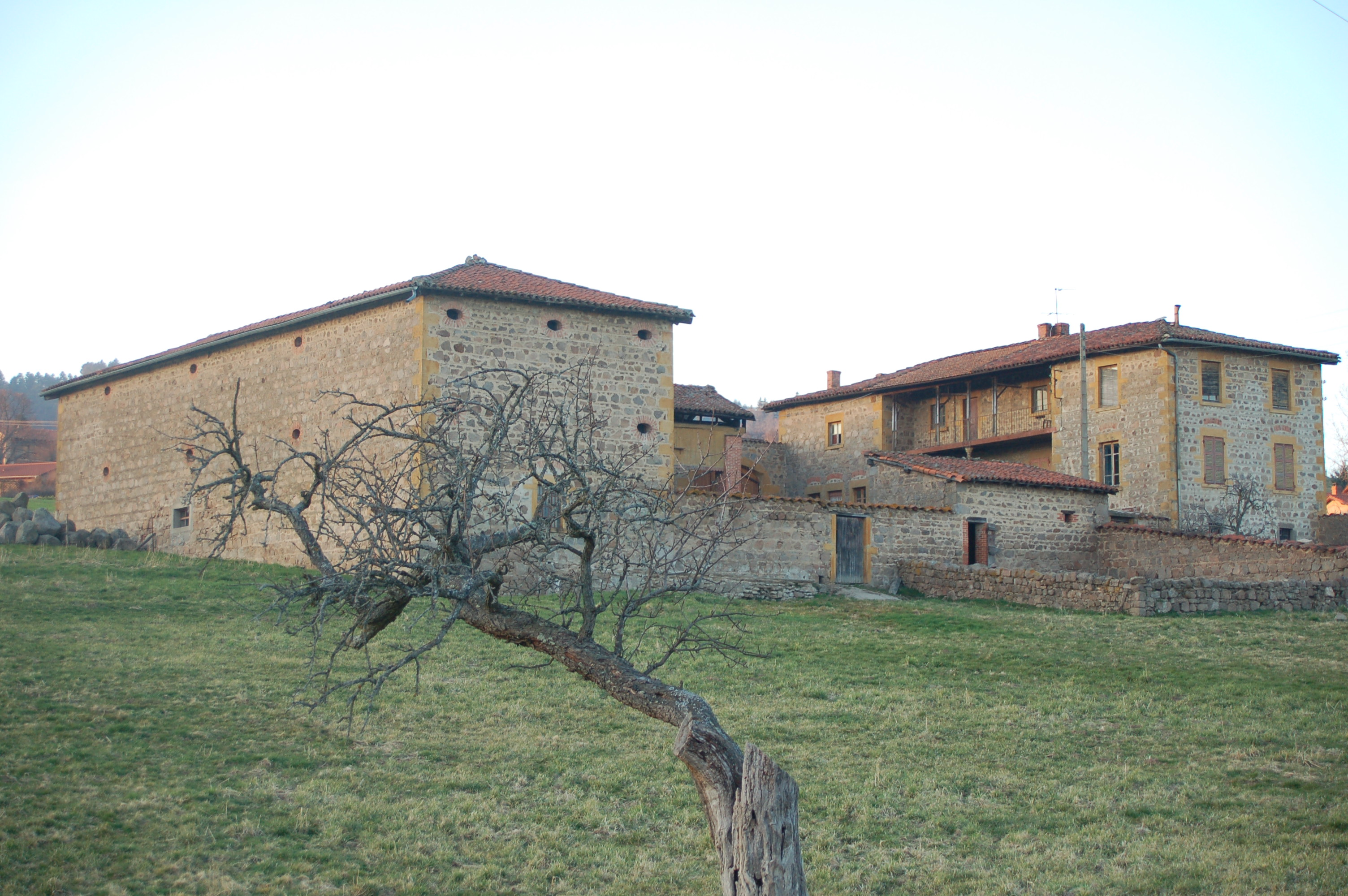
Traditioneller Bauernhof im Monts du Lyonnais

- Schweinezucht (mit dem Schwerpunkt in Saint-Symphorien/Coise und der bekanntesten Sorte Cochonou)
- Geflügelzucht
- Milchprodukte als zweitwichtigste landwirtschaftliche Aktivität des Departements Rhône, die sich zwar über den gesamten Agrarbereich erstreckt, aber besonders im Norden des Departements und im Monts du Lyonnais vorherrscht.[4]

#### Obstbau
Die Täler des Monts du Lyonnais bietet Möglichkeit für zahlreichen Arten:
- Himbeeren (Schwerpunkt: Thurins)
- Kirschen in Bessenay
- Erdbeeren in Courzieu
- Weinbergpfirsiche auf der Hochebenen von Mornant
- Äpfel von Pollionnay in Chaussan

### Handwerk und Industrie
- Huthauptstadt in Chazelles-sur-Lyon
- Möbelfabrikation
- Schuhindustrie
- Ziegelei von Sainte-Foy-l’Argentière
- Bergbau in Sourcieux-les-Mines und Saint-Genis-l’Argentière
- Wurstwaren in Saint-Symphorien-sur-Coise

### Tourismus

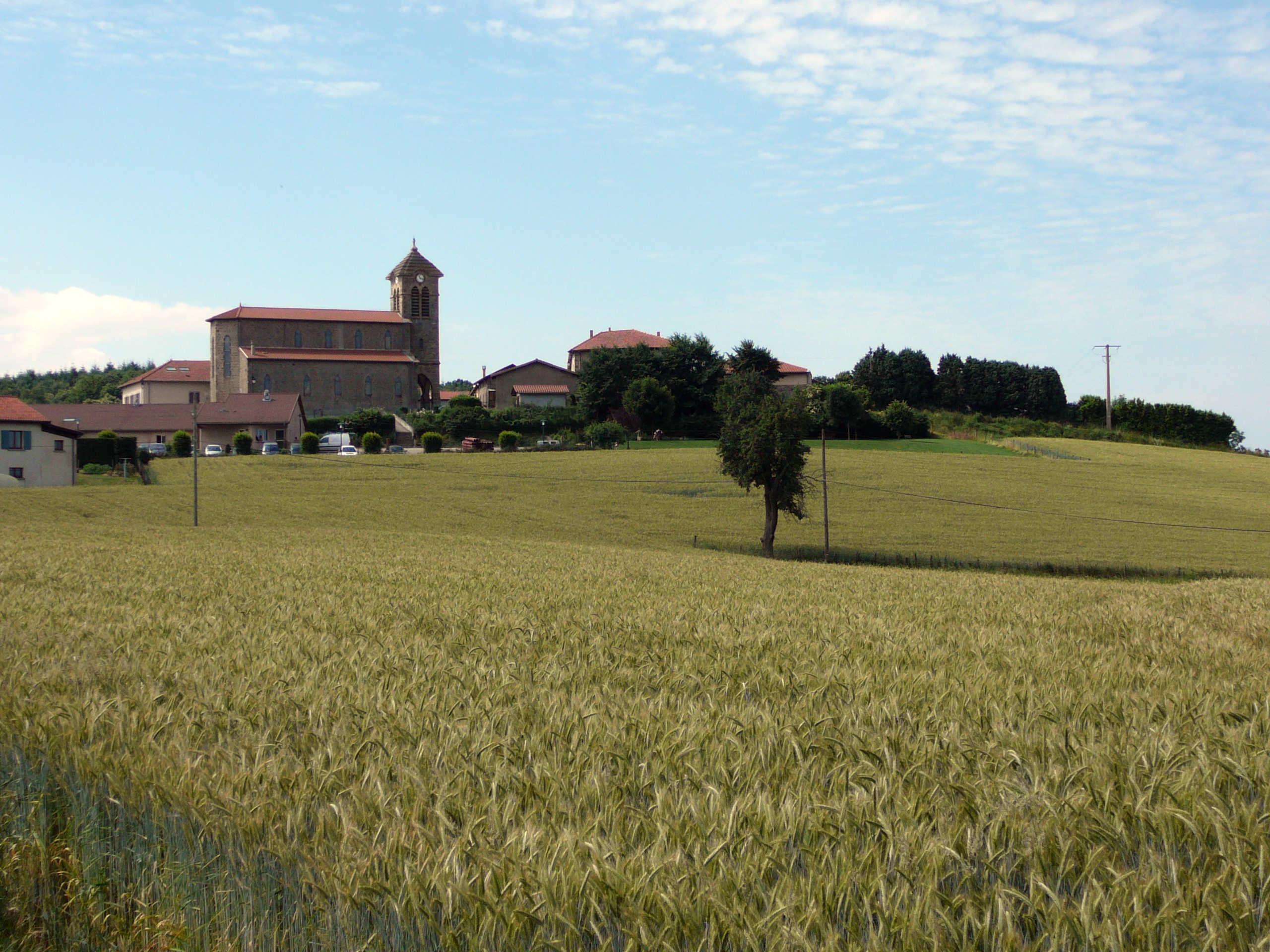
La Chapelle-sur-Coise

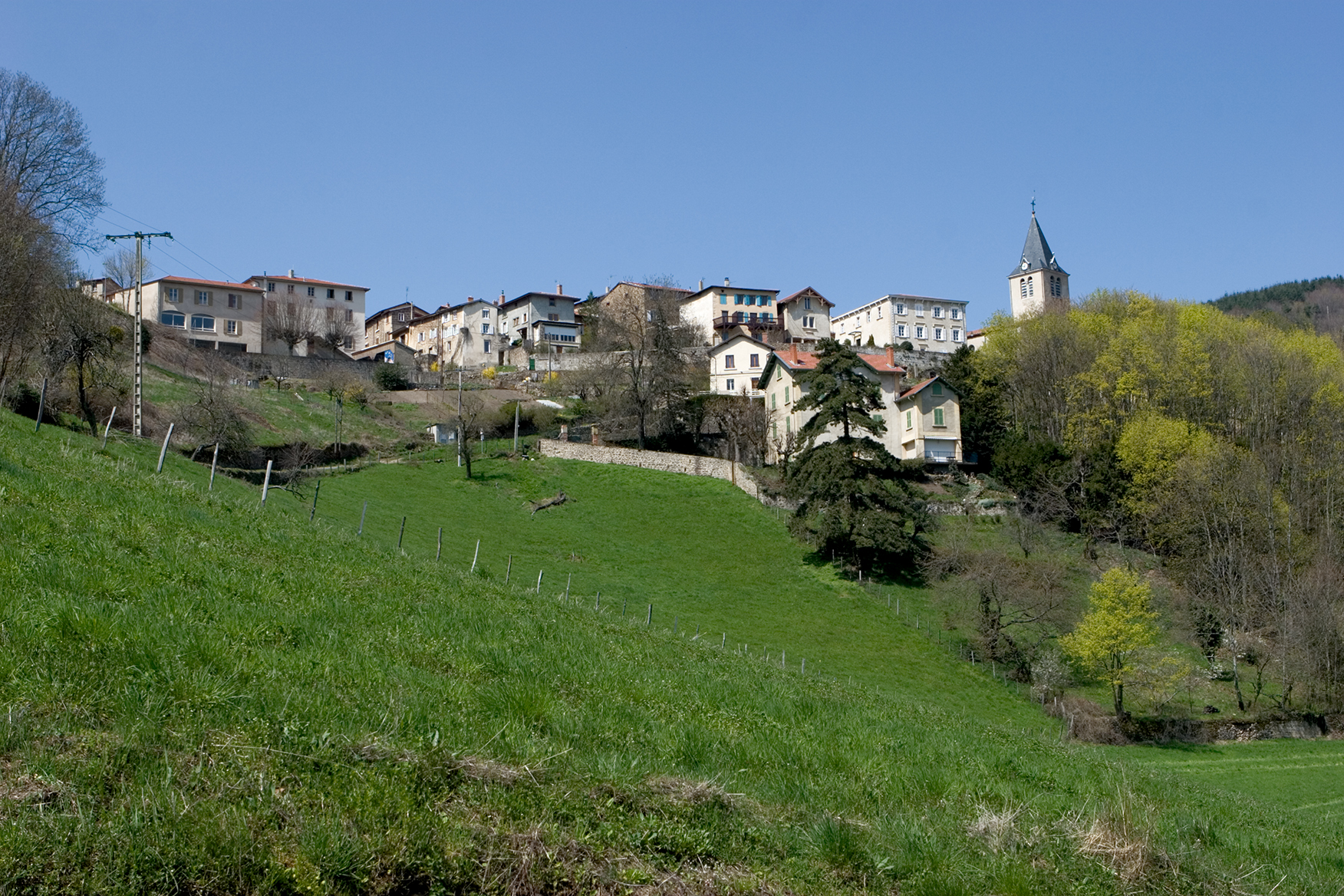
Yzeron

Monts du Lyonnais bietet zahlreiche Sehenswürdigkeiten:
- Abwechslungsreiche Landschaften[5]
- Kapellen und romanische Kirchen[6][7]
- alte Mühlen[8]
- verschiedene Seen: Lac de Thurins, lac d’Yzeron
- Stauwerk von Vérut bei Ronzy
- Hochebene von Saint-Rom-au-Mont-d’Or (600 m)
- Herz von Messimy (Rhône)
- Historische Eisenbahn von Brevenne[9]
- Vergnügungspark von Sainte-Foy-l’Argentière[10]

### Fischerei
Sportfischer kommen an zahlreichen Wasserläufen auf ihre Kosten:
- die Brévenne und ihre Nebenflüsse
- der Garon (In den Nebenflüssen ist Angeln verboten; der Oberlauf steht unter Schutz wegen der wilden Forellen)
- der Yzeron und seine Nebenflüsse (Der Oberlauf steht unter Schutz.)
- die Coise und ihre Nebenflüsse
- einige Nebenflüsse der Gier

Alle diese Gewässer bieten einen Fischbestand erster Güte, darunter hervorragende Bachforellen.
Auch in den zahlreichen Seen der Gegend wird geangelt.

## Anmerkung
1. ↑  "Crêt" und "Crête" werden oft einfach mit "Gebirgskamm" oder "Grat" übersetzt; sie unterscheiden sich jedoch darin, dass der "Crêt" keinen (Wander-)Weg hat, während die "Crête" breiter und begehbar ist.

## Nachweise
1. ↑  Parler francoprovençal lyonnais (patois)
2. ↑  Montagnes du Matagrin
3. ↑  Anne et Jean-Noël Cutzach, Du côté du Crêt Malherbe ou la véritable entité des Monts du Lyonnais, Les éditions Besacier et Richard, 1997, ISBN 2-9511218-0-6, Seite 15
4. ↑  Homepage der Monts du Lyonnais (Memento des Originals vom 22. Juli 2009 im Internet Archive)  Info: Der Archivlink wurde automatisch eingesetzt und noch nicht geprüft. Bitte prüfe Original- und Archivlink gemäß Anleitung und entferne dann diesen Hinweis.
5. ↑  https://randovelonature.canalblog.com/archives/index.html
6. ↑  Archivierte Kopie (Memento des Originals vom 4. Februar 2016 im Internet Archive)  Info: Der Archivlink wurde automatisch eingesetzt und noch nicht geprüft. Bitte prüfe Original- und Archivlink gemäß Anleitung und entferne dann diesen Hinweis.
7. ↑  https://www.google.com/maps/d/viewer?mid=zK47Wl2129qw.kIDCW5aqzYnQ&ie=UTF&msa=0
8. ↑  Archivierte Kopie (Memento des Originals vom 8. Oktober 2002 im Internet Archive)  Info: Der Archivlink wurde automatisch eingesetzt und noch nicht geprüft. Bitte prüfe Original- und Archivlink gemäß Anleitung und entferne dann diesen Hinweis.
9. ↑  Chemin de fer touristique de la Brévenne
10. ↑  https://www.minitrain-ml.fr/